# 和樂
『和樂』（わらく）とは、小学館から発刊されている隔月女性誌。発売日は奇数月の1日（2016年4･5月号より）。現在は日本文化の入り口マガジンをキャッチフレーズとし、日本美術、京都、茶の湯、工芸などをテーマとして扱っている。
2001年10月号創刊時には定期購読者限定だったが2009年5月号から書店売りをはじめる。2016年4･5月号から隔月刊となり、同時に日本文化の入り口ウェブマガジン『INTOJAPAN』（日本語・英語）をスタートした。現在は『和樂web』にリニューアル。
2016年7月1日、日本美術を中心に活動するライター・エディターの橋本麻里と日本文化のコンサルティングファームである「JAPANラボ 日本文化研究所」を設立。
なお、公式キャラクターは自称大阪生まれのイギリス育ち、女性誌編集界最凶の男と恐れられているアンドリュー橋本。6代目編集長のセバスチャン高木は女性誌界最縞（毎日セントジェームスを着ているため）の男として呆れられている。